# Zabrzeg Czarnolesie (stacja rozrządowa)
Zabrzeg Czarnolesie – stacja rozrządowa w Zabrzegu. Stacja towarowa w Czarnolesiu została otwarta w roku 1927. Na stacji znajdują się dwa rejony górek rozrządowych. Ponadto istnieje tu wagonownia naprawiająca wagony towarowe. Na stacji pracują dwie lokomotywy manewrowe serii SM42. Dawniej stacjonowały tutaj lokomotywy manewrowe serii SM41, które prowadzą również lokalne pociągi towarowe zdawcze i zdawczo-manewrowe. Dawniej na stacji rozrządowej zestawiano i wyprawiano pociągi towarowe znaczenia lokalnego i miejscowego do stacji i bocznic zlokalizowanych na Śląsku Cieszyńskim. Przy grupie odjazdowej nadawano na rampach płody rolne.